# Crambus pavidellus
Crambus pavidellus là một loài bướm đêm trong họ Crambidae.